# Palette (álbum)
Palette (hangul: 팔레트; rr: Palleteu) é o quarto álbum de estúdio da cantora sul-coreana IU. Foi lançado em 21 de abril de 2017 pela LOEN Entertainment sob seu selo Fave Entertainment. Este é seu primeiro álbum desde Chat-Shire (2015) e seu primeiro lançamento completo desde Modern Times de 2013.
Dois singles foram lançados como pré-lançamento do álbum, "Through the Night" em 24 de março e "Can not Love You Anymore" em 7 de abril. Sua faixa título homônima foi lançada na mesma data do álbum, em 21 de abril. Palette alcançou a primeira posição na parada semanal da Gaon e de World Albums da Billboard.

## Lista de faixas
| Download digital |                                                                            |                   |                            |                             |         |  |
| N.º              | Título                                                                     | Letras            | Música                     | Arranjos                    | Duração |  |
| 1.               | "Dlwlrma" (hangul: 이 지금; rr: I jigeum)                                  | IU                | Kim Je-hwi                 | Kim Je-hwi                  | 3:02    |  |
| 2.               | "Palette" (hangul: 팔레트; rr: Palleteu; com participação de G-Dragon)     | IU, G-Dragon      | IU                         | Lee Jong-hoon               | 3:37    |  |
| 3.               | "Ending Scene" (hangul: 이런 엔딩; rr: Ireon ending)                       | IU                | Sam Kim                    | Lee Jong-hoon               | 4:09    |  |
| 4.               | "Can't Love You Anymore" (hangul: 사랑이 잘; rr: Sarangi jal; com Oh Hyuk) | IU, Oh Hyuk       | IU, Oh Hyuk, Lee Jong-hoon | Lee Jong-hoon               | 3:15    |  |
| 5.               | "Jam Jam" (hangul: 잼잼; rr: Jaemjaem)                                     | Sunwoo Jungah, IU | Sunwoo Jungah              | Sunwoo Jungah, Yoo Sukcheol | 3:38    |  |
| 6.               | "Black Out"                                                                | IU                | Lee Jong-hoon              | Lee Jong-hoon               | 3:47    |  |
| 7.               | "Full Stop" (hangul: 마침표; rr: Machimpyo)                                | IU                | Son Sungje                 | Son Sungje                  | 3:56    |  |
| 8.               | "Through the Night" (hangul: 밤편지; rr: Bampyeonji)                       | IU                | Kim Je-hwi, Kim Hee-won    | Kim Je-hwi, Kim Hee-won     | 4:13    |  |
| 9.               | "Love Alone" (hangul: 그렇게 사랑은; rr: Geureoke sarangeun)               | Lee Byung-woo     | Lee Byung-woo              | Lee Byung-woo               | 4:41    |  |
| 10.              | "Dear Name" (hangul: 이름에게; rr: Ireumege)                               | IU, Kim Eana      | Lee Jong-hoon              | Lee Jong-hoon               | 4:49    |  |
| Duração total:   | Duração total:                                                             | Duração total:    | Duração total:             | Duração total:              | 39:56   |  |

## Desempenho nas paradas
| Paradas (2017)            | Melhor posição |
| ------------------------- | -------------- |
| Gaon Weekly Albums Chart  | 1              |
| Gaon Monthly Albums Chart | 5              |
| Billboard World Albums    | 1              |
| Oricon Weekly Album Chart | 96             |